# Poieni (gmina Blandiana)
Poieni – wieś w Rumunii, w okręgu Alba, w gminie Blandiana. W 2011 roku liczyła 6 mieszkańców.